# Michael Barnathan
Michael Barnathan – amerykański producent. W 1990 roku nominowany do Nagrody Emmy.

## Filmografia

### Producent
- 2008: Carpe Demon: Adventures of a Demon-Hunting Soccer Mom
- 2008: Will Sebastian
- 2006: Noc w muzeum (Night at the Museum)
- 2006: Slanted and Enchanted
- 2005: Rent
- 2005: Fantastyczna Czwórka (Fantastic Four)
- 2004: Święta Last Minute (Christmas with the Kranks)
- 2003: Fałszywa dwunastka (Cheaper by the Dozen)
- 1999: Człowiek przyszłości (Bicentennial Man)
- 1996: Świąteczna gorączka (Jingle All the Way)
- 1988: Unholy Matrimony

### Producent wykonawczy
- 2008: Sub-Mariner
- 2007: Fantastyczna Czwórka: Narodziny Srebrnego Surfera (Fantastic Four: Rise of the Silver Surfer)
- 2005: Fantastyczna Czwórka (Fantastic Four)
- 2004: Harry Potter i więzień Azkabanu (Harry Potter and the Prisoner of Azkaban)
- 2002: Harry Potter i Komnata Tajemnic (Harry Potter and the Chamber of Secrets)
- 2001: Harry Potter i Kamień Filozoficzny (Harry Potter and the Sorcerer's Stone)
- 1992: The Kennedys of Massachusetts

## Nagrody
- 1992 – nominacja do Nagrody Emmy dla najlepszego miniserialu za The Kennedys of Massachusetts